# Diplotaxodon argenteus
Diplotaxodon argenteus és una espècie de peix de la família dels cíclids i de l'ordre dels perciformes.

## Morfologia
- Els mascles poden assolir 20,4 cm de longitud total.[1][2]

## Alimentació
Menja peixos, principalment Engraulicypris sardella.

## Depredadors
És depredat per Bagrus meridionalis.

## Hàbitat
Viu en zones de clima tropical entre 34-114 m de fondària.

## Distribució geogràfica
Es troba a Àfrica: sud del llac Malawi.